# Månråtta
Månråttan (Echinosorex gymnura) är en art i underfamiljen råttigelkottar och den enda arten i släktet Echinosorex.
Det vetenskapliga släktnamnet är sammansatt av grekiska ekhinos (igelkott) och latin sorex (näbbmus). Artepitet bildas av de grekiska orden gumnos (naken) och oura (svans).

## Utseende
Med en kroppslängd mellan 26 och 45 centimeter är djuret ungefär lika stort som en kanin. Svansen är mellan 17 och 30 centimeter lång och glest täckt med fjäll och hår. Med en vikt mellan 0,5 och 2 kilogram är månråttan den tyngsta arten i familjen igelkottar. Svansen är täckt av fjäll och några få glest fördelade hår.
Pälsens färg är huvudsakligen svart, men huvud, skuldror och svansens bakre del är vita. På grund av de svarta teckningar som några individer har kring ögonen påminner deras ansikte om tvättbjörnens mask. Nosen är långsträckt, rörlig och spetsig.

## Utbredning och habitat
Djuret lever i Sydostasien. Utbredningsområdet sträcker sig över Malackahalvön, Sumatra och Borneo. Den föredrar fuktiga regnskogar och vistas ofta i närheten av vattendrag. Arten finns även i de stora mangroveträsken. Den kan i viss mån anpassa sig till människans landskapsförändringar.

## Ekologi
Månråttan är huvudsakligen aktiv på natten. Under dagen vilar den bland trädens rötter, under nedfallna träd eller i naturliga grottor. Viloplatsen fodras med löv. Djuret vistas främst på marken och klättrar inte i träd. Månråttan har god förmåga att simma och fångar ibland födan i vattnet. Varje individ lever ensam och reagerar aggressivt mot artfränder. Viloplatsen markeras med illaluktande sekret från analkörtlarna.
Födan utgörs huvudsakligen av ryggradslösa djur som maskar, blötdjur, insekter, skorpioner och kräftdjur. I viss mån äter den även mindre ryggradsdjur som groddjur och fiskar. I fångenskap äter månråttan ibland frukter.
Det finns inga särskilda parningstider och honan kan para sig två gånger per år. Efter dräktigheten som varar 35 till 40 dagar föds vanligen två ungar. Med människans vård kan månråttan leva cirka 2,5 år (55 månader).